# Niki (jagare)
Niki (grekiska: Τ/Β Νίκη, "Seger") var en grekisk jagare av Niki-klass som tjänstgjorde i grekiska flottan (1907-1945). Fartyget, tillsammans med hennes tre systerfartyg i Niki-klassen, beställdes från Tyskland 1905 och byggdes på skeppsvarvet Vulcan i Stettin.
Under första världskriget gick Grekland sent in i kriget på trippelententens sida och på grund av Greklands neutralitet beslagtogs de fyra fartygen i Niki-klassen av de allierade i oktober 1916. De togs över av fransmännen i november och tjänstgjorde i franska flottan 1917-18. År 1918 var de tillbaka på eskorttjänst under grekisk flagg, främst i Egeiska havet.
Niki deltog i grek-turkiska kriget (1919–1922). År 1919 genomförde hon eskorttjänst i Svarta havet då hon transporterade grekiska flyktingar från Pontos. Senare, medan hon skyddade den grekiska arméns oorganiserade reträtt efter Smyrnas fall den 4 september 1922, dödades Nikis befälhavare örlogskapten D. Hatziskos av en krypskytt. 
Efter kriget renoverades Niki 1925-1927. Hon deltog också under andra världskriget, först då hon transporterade materiel i Joniska havet. Efter överlevt den tyska invasionen i april 1941 tjänstgjorde Niki tillsammans med Royal Navy och var då baserad i Alexandria, Egypten. Efter andra världskrigets slut utrangerades hon år 1945.